# یوم جانگ
یوم جانگ (هانجا: 閻長, هانگول: 염장) یک ژنرال ارتش شیلا بود که بخاطر کشتن جانگ بوگو معروف است. او در نهایت تحت فرمان جانگ بوگو درآمد اما بخاطر دزدی دریایی و تجارت برده توسط جانگ بوگو تنبیه شد و روابط آنها به شدت تیره گشت و داغ بردگی بر پیشانی یوم جانگ زده شد.
یوم جانگ به وسیله جانگ بوگو به جزیره‌ای تبعید شد و دو سال در آنجا به سختی زندگی می‌کرد در نهایت او به طرف کیم یانگ (김양, 金陽, ۸۰۸–۸۵۷) گرایش یافت. کیم یانگ که از به قدرت رسیدن جانگ بوگو ترس داشت یوم جانگ را به کشتن جانگ بوگو ترغیب کرد. اما یوم جانگ علی رغم میل باطنی با جانگ بوگو متحد شد و برای جنگ با کیم‌ یانگ امپراتور شیلا وارد عمل شد و در سال ۶۸۰ میلادی امپراتوری شیلا به کیم‌ ووجینگ داده شد که در نهایت یوم جانگ به رئیس گارد امپراتوری منصوب شد و در سال ۶۸۳ میلادی علی رغم میل باطنی و به دستور کیم یانگ فرمانده جانگ بوگو را کشت.
نام اصلی یوم جانگ، یوم مون می‌باشد و نام یوم جانگ توسط کیم یانگ به وی داده شد.                                                                                                                                                                                                                                                                                                                                                                                                                                                                                               یوم جانگ که تحت حمایت کیم یانگ بود به خاطر بدقولی که کیم یانگ که بعد از مرگ جانگ بوگو به چانگ‌هی حمله نخواهد کرد به یوم جانگ داد اما یوم جانگ به دشمنی با کیم یانگ درامد و بعد از کشتن ناموفق کیم یانگ توسط یوم جانگ انجام شد در چانگ‌هی بعد از نابود شدن پادگان، سربازان کیم یانگ به یوم جانگ حمله کردند اما توسط کمانداران کیم یانگ کشته شد.